# Svetlyj (Oblast' di Orenburg)
Svetlyj (in russo Светлый?) è un villaggio della Russia europea sudorientale, situato nell'oblast' di Orenburg; è il centro amministrativo del rajon Svetlinskij.
Si trova vicino al lago Šalkar-Ega-Kara, poco distante dal confine con il Kazakistan.